# Artur Rojszczak
Artur Rojszczak (ur. 12 marca 1968 w Słubicach, zm. 27 września 2001 w Krakowie) – polski filozof analityczny i historyk filozofii, znawca pism i tradycji Brentana.

## Życiorys
Obronił doktorat pod kierownictwem Jana Woleńskiego w 1997 roku. Pracował kolejno na Uniwersytecie Jagiellońskim, Salzburgskim (1994) i na State University of New York. Przebywał na Uniwersytecie Buffalo (1998–99). W 1999 roku był jednym z organizatorów 11 Międzynarodowego Kongresu Logiki, Metodologii i Filozofii Nauki (11th International Congress of Logic Methodology and Philosophy of Science) w Krakowie, wydał również akta tego kongresu.
Artur Rojszczak został zastrzelony, wraz z ojcem, w swoim krakowskim mieszkaniu. Jego żona została poważnie ranna, i zmarła po czterech latach spędzonych w stanie sparaliżowania. Sprawcą był Andrzej Kursa.

## Nagroda im. Artura Rojszczaka
Klub Stypendystów Zagranicznych Fundacji na rzecz Nauki Polskiej przyznaje od 2006 Nagrodę im. Artura Rojszczaka dla młodych uczonych wyróżniających się nie tylko osiągnięciami zawodowymi, ale i szczególną postawą społeczną.

## Publikacje

### Monografie
- From The Act Of Judging To The Sentence: From the Act of Judging to the Sentence: The Problem of Truth Bearers from Bolzano to Tarski, Springer, 2005.

### Wybrane artykuły
- „Prawda i oczywistość w filozofii Franciszka Brentany”, Principia 1994 t. 8/9 s. 137-169.

### Redaktor merytoryczny
- Das Erbe Brentanos : Akten der Konferenz „The Legacy of Brentano” in Kraków edytorzy: Wilhelm Baumgartner, Alexander Kraus, Artur Rojszczak i Jan Woleński, Dettelbach, J.H. Röll, 2000.
- Philosophy and Logic In Search of the Polish Tradition: Essays in Honour of Jan Wolenski on the Occasion of his 60th Birthday (Synthese Library); edytorzy: J. Hintikka, Tadeusz Czarnecki, K. Kijania-Placek, T. Placek, Artur Rojszczak, Springer, 2003.